# Mészáros hadigőzös

## Az előzmények
1829. március 13-án alakult meg Joseph Prichard és John Andrews angol mérnökök kezdeményezésére az Első Dunai Gőzhajózási Társaság, a DDSG (Erste Donau-Dampfschiffahrts Gesellschaft). A vállalat tőkéjét Alfred Puthon bécsi bankár biztosította, aki a császári udvarnál is befolyással rendelkezett és amúgy is nagy üzletnek vélte a gőzhajózást. Széchenyi Istvánnak köszönhetően (aki nemcsak részvényes, hanem igazgatósági tag is volt és a társaság fejlesztésének szervezője) a DDSG Óbudán saját hajógyárat épített 1835-ben, amelyről így ír: “Miért ütöttük tehát Ó-budán fel a sátorfát? Egyedül azért, mert előttem legalább az vala fő szempont, minden áron és minden idővesztés nélkül csak honunk javára, annak közepére hozni az első gőzhajózási telepítvényt. Óbudára pedig magasabb fekvésénél fogva és hogy Pest közelében legyen az első gőzhajózási létesítmény.” A csatorna kotrását a Vidra kotróhajó 1836. januárjáig befejezte, a kotrás ideje alatt Robert John Fowles angol hajóépítő megépíttette a hajóépítő telep építő, szerelő, raktár és egyéb berendezéseit. Ekkor még csak szereléssel foglalkozott a gyár, a gőzgépeket az angol Boulton and Watt cég szállította. Az első itt épült vízi alkalmatosságot, a 400 személyes Árpád oldalkerekes gőzhajót 1836-ban bocsátották a nagyközönség szolgálatára. Itt építették a kontinens első vastestű hajóját, a “Sophie”-t 1839-ben, majd belefogtak a speciális vontató hajók és uszályok építésébe is.

## A Mészáros hadigőzös
Az Óbudai Hajógyár és a magyar kormány viszonya elég érdekesen alakult az 1848-49 évi forradalom és szabadságharc elején, a nemzetközi Rt. nem volt nagyon érdekelt a harcokban, így hát csak hosszas alkudozás után sikerült megállapodni arról, hogy az 1830-ban épült Franz I. dunai gőzhajót megvásárolhassa a Batthyány-kormány. A minisztertanács Széchenyit és Mészáros Lázár honvédelmi minisztert felhatalmazta a hajó megvásárlására 60 ezer forintért. Az 1830-ban vízre rakott gőzös eredeti faépítésű testét közben 1841-ben vasszerkezettel cserélték fel, ekkori végleges méretei: hossza 58 m, szélessége 8 m, a kerékdoboknál 14 m, merülése mindössze 1 m, vízkiszorítása 318 tonna. A széntüzelésű gőzgép 60 lóerős és a hajónak vitorlázata is volt. A főgép oldal himbás típusú volt, ami a gőzgépek között igen különleges, átmeneti típusnak számított, mert a hengerek szimmetriatengelye függőleges, rendelkezik himbával, és a mozgást átvivő paralelogrammával, ezen kívül volt benne a kondenzátor, és dugattyús szivattyú is. A kazánt a főgép mögé építették és a lemez-kémény (kürtő) igen magas, karcsú volt, ezért valószínűsíthető, hogy a kazán fekvő kivitelű, pontosabban egy kéthuzamú, lángcsöves Cornwall kazán lehetett.

## A szabadságharc kezdetén
A déli harci helyzet miatt szükség volt a hadihajó támogatására, mivel a titeli szerb sajkások a magyar kormány ellen fordultak és veszélyeztették a Duna és a Dráva vidékét. A Primus Adamich mérnökkari őrnagy, budai erődítési igazgató által hadicélokra átalakított, „Országos Hadigőzös Mészáros”-ra átkeresztelt hajó 1848. július 25-én futott ki a Dunára. A korabeli hírlapi tudósítás szerint: „A Mészáros Lázár hadigőzös elindíttatott, a Dunán le s fel cirkál, közben hatalmasokat lövöldöz az égbe.”
A kabinokat tiszti és legénységi szállássá alakították át, kápolnát és kórtermet, műtőt is kialakítottak. A fedélzeten 8 hatfontos, 2 tizenkettő fontos ágyút és 2 hétfontos tarackot állítottak szolgálatba, ez akkoriban nagy tűzerőt jelentett. A súlyos lövegek miatt a fedélzetet helyenkénti aládúcolták. Először a hajó tüzéreit állították szolgálatba, az erősödő honvéd tüzérségből, majd kijelölték a hajó katonai parancsnokát és összeállították a törzskart, megbízták a tábori lelkészt és az orvosokat is. Összesen 113 emberrel indult útjára a hadihajó. A parancsnok a húszéves Kenessey Albert sorhajóhadnagy és alkapitány lett, aki 1828. február 4-én Gerjenben született, majd jurátustanulmányai befejeztével elvégezte a Fiumei Magyar Királyi Tengerészeti Akadémiát. Más források szerint az első parancsnok Pálóczy László százados volt. A legénység nagy részét a 30 tüzér alkotta, akiket egy őrmester és három tizedes irányított. Behajóztak 40 szárazföldi gyalogoskatonát és egy dobost is, akik egy őrmester és két tizedes vezetése alatt szolgáltak. A kiszolgáló személyzetet 1 hajóvezér, 2 erőművész (gépész), 3 kormányos, 1 vitorlamester, 2 ács, 6 fűtőlegény és 11 matróz képezte, a törzset 1 kapitány, 1 lelkész, 1 számvivő tiszt a segédjével, 2 kirurgus és 1 hajósegéd alkotta, így jött ki a 113 fős létszám. Ennél sokkal több személy befogadására is alkalmas volt a hajó, több századnyi katonaság gyors átdobására is használhatták.
A hajó 1848. július végén futott ki a Dunára. A délvidéki harcokban a Futak – Palánka - Novoszelo szakaszon a Duna-parti magyar védvonalon folytatott járőrtevékenységet, önmagában a látványa elég volt a szerbek és a horvátok visszatartására. 1848. augusztus 19-én a tűzkeresztségen is átesett a legénység és jól vizsgázva Ópalánka mellett tűzpárbajba keveredett a rác tüzérséggel, amit elhallgattatott.

## A hadi események
Vukovár és a Drávaköz között cirkálva a hadigőzös szeptemberben megakadályozta a Verőce vármegyében megjelent horvátok átkelési kísérleteit a Bácskába. Utászi és logisztikai feladatokat is ellátott a legénység, földi tüzérségnek a partra telepítésével és műszaki zárak létesítésével szűkítette az ellenség mozgásterét. Néhány nap múlva csónakos küldönc útján Pest védelmére rendelték. A hajó sebessége 9 km/óra álló vízben, így lefelé 15 km/óra, felfelé 3 km/óra sebességgel haladhatott, vagyis 60-70 óra alatt ért fel Pestre a gőzös. Szeptember közepén veszélyes helyzet állt elő, a Jellasics vezette horvát sereg átkelni készült a Dunán és Pest ellen vonult volna, ezt kellett megakadályozni. A horvátok hírszerzése jól működött, inkább Pákozdon ütköztek meg a magyar sereggel, a végeredményt ismerve ez számunkra jó döntés volt. A hadigőzös tevékenysége az őrjáratozásban és a forgalom ellenőrzésében, kisebb szállításokban merült ki. A puszta jelenléte megnyugtatóan hatott a lakosságra, nagy önbizalommal tekintettek a magyar zászlós hadihajóra.
Októberben a gőzöst a Duna Komárom feletti szakaszára rendelték, október 7-én Gönyűnél, majd Pozsony felett foglalt őrposztot. Itt nem lépett harcérintkezésbe az ellenséggel, stratégiai feladatokat látott csak el, mígnem újra Óbudára rendelték, feltöltésre. A vételezés után titkos küldetést lát el, Kossuthot kell Győrbe szállítania, a feladatot rendben sikerül is teljesítenie, de ezután rossz napok jönnek a hajóra.

## A vég
Schwechat mellett a magyar sereg vereséget szenvedett, ezután a hajót újra Pestre vezényelték. Görgey Pestet kiüríttette, a hajó személyzetét pedig más szolgálatra vezényelte, általában a tüzérséghez, hiszen a legénység zöme ilyen alakulatban szolgált. A hajó hadi szereplésének vége lett, az új nevén, General Schlick néven nem futott be nagy karriert 1849. után. Az Aldunán őrjáratozott, Pest és Komárom magyar kézre kerülésével nem merték megkockáztatni a felfelé 3 km/ óra sebességgel mozgó hajó Bécsig úsztatását. 1858-ban, Schlick grófi rangra emelése után a hajót is "Graf Schlick" -re keresztelték át. 1866-ban aztán visszavásárolta egykori tulajdonosa, a DDSG, ahol mint teher- és vontatógőzös szolgált 1899-ig, majd "A-7" néven uszállyá alakították át és ilyen néven érte a szétszerelés is.